# 莫什基夫卡 (日托米爾區)
50°10′16″N 28°59′45″E / 50.17111°N 28.99583°E
莫什基夫卡（烏克蘭語：Мошківка），是烏克蘭北部的村莊，隸屬日托米爾州的日托米爾區。該村面積4.38平方公里，海拔高度203米，2001年人口44，人口密度每平方公里10.05人。